# Can Canaletes
Can Canaletes és una masia del segle xvi situada dins del terme municipal de Cerdanyola del Vallès i als peus de la serra de Collserola. La masia està formada per dues cases situades una al costat de l'altra.

## Història
Antigament havia estat propietat de la família Mimó, Agustí Mimó i Astort n'era propietari a finals del segle xix.
Actualment l'edifici és propietat d'una societat privada, juntament amb Santa Maria de les Feixes, una ermita situada a uns pocs centenars de metres. La zona es troba en període d'expropiació per part de l'Ajuntament de Cerdanyola del Vallès. El propietari actual volia fer un camp de golf a la zona i al no poder dur el projecte a terme, va demanar a les institucions que expropiessin els terrenys, d'un alt contingut ecològic i històric.
Durant els darrers mesos del 2007 i fins als primers dies de febrer de 2008, la masia va estar okupada. Els okupes van desallotjar la finca pocs dies abans que els Mossos d'Esquadra executessin l'ordre judicial. Tot seguit els propietaris van tapiar les portes i finestres de la finca.

## Arquitectura
Situada al barri de les Feixes. És una masia de grans dimensions, amb gran pati davanter. La formen dues construccions principals, amb coberta de teula a dues vessants i carener perpendicular a la línia de façana, i dues d'annexes. Les dues edificacions presenten una estructura similar: planta baixa, pis i golfes, i tres obertures per planta pràcticament totes allindanades. A la llinda de la porta d'accés hi ha la data de 1741 i un escut amb espigues.